# Supercopa Argentina 2014
La Supercopa Argentina 2014 fu la 3ª edizione della Supercopa Argentina.
Si tenne in gara unica allo Stadio del Bicentenario di San Juan il 25 aprile 2015 e vide contrapposti i campioni argentini 2014 del River Plate contro i vincitori della Coppa d'Argentina 2013-14 dell'Huracán.
Entrambe le squadre sono di Buenos Aires.
Per la prima volta nella breve storia della competizione fu la vincitrice della Coppa d'Argentina ad aggiudicarsi il trofeo: fu infatti l'Huracán a prevalere grazie a un goal del cileno Edson Puch al 21' del primo tempo.
Con tale vittoria l'Huracán si aggiudicò il suo terzo titolo della sua storia professionistica iniziata nel 1973 (tredicesimo assoluto), dopo il campionato nazionale conquistato proprio nel 1973 e la Coppa del 2013-14 che le aveva dato diritto a disputare la Supercopa.

## Tabellino
| Arbitro: | Néstor Pitana |

| |              | |
| | Marcatori    | 21’ Puch |
| · Barovero · 83’ Mayada · Maidana · Mori · Vangioni · 55’ 58’ C.A. Sánchez · 62’ Kranevitter · 63’ Rojas · G.N. Martínez · Mora · Cavenaghi (c) | Formazioni   | · M. Díaz · Mancinelli · Nervo · E. Domínguez (c) · Balbi · Villarruel 90+5’ · Vismara 63’ · Espinoza 74’ · Toranzo 80’ · Puch 71’ · Ábila |
| · 58’ Pisculichi · 63’ Driussi · 83’ Solari | Sostituzioni | · Torassa 71’ · Gallegos 74’ · Moreno y Fabianesi 80’                                                                                      |
| Marcelo Gallardo | Allenatori   | Néstor Apuzzo |